# Giáo hoàng đối lập Grêgôriô VIII
Grêgôriô VIII hay Gregory VIII (chết 1137), tên khai sinh là Mauritius Burdinus (Maurice Bourdin), là Giáo hoàng đối lập từ ngày 10 tháng 3 năm 1118 đến ngày 22 tháng 4 1121.
Ông sinh ra ở Limousin, một phần của Aquitaine, Occitania thuộc Pháp. Ông được đào tạo tại Cluny, Limoges và Castile, ông nhận chức phó tế tại Toledo. Năm 1098/1099 trưởng Cluny đề nghị ông làm Giám mục của Coimbra. Sau một cuộc hành hương bốn năm đến Đất Thánh, ông đã được chọn làm Tổng Giám mục của Braga vào năm 1111. Nơi mà ông trở thành người thân cận của Henry Burgundian, bá tước của Bồ Đào Nha và giữ vai trò chính yếu trong việc tổ chức lại các nhà thờ Bồ Đào Nha.
Bồ Đào Nha sau đó trở thành một lãnh địa của León và Bá tước Henry đầy tham vọng theo đuổi một chương trình cải cách mạnh mẽ mong muốn giành quyền tự chủ giữa giáo hội và chính trị. Vào năm 1114, Mauritius bị lôi kéo vào một vụ tranh chấp với Tổng giám mục Tây Ban Nha và đặc sứ của Giáo hoàng ở Castile là Bernard của Toledo, đến mức ông bị gọi đến Rôma và bị đình chỉ bởi Giáo hoàng Paschal II (1099-1118).
Tại đây, ông đã chiếm được cảm tình của Giáo hoàng. Và vào năm 1116, khi Hoàng đế Henry V (1105-1125) xâm chiếm Ý trong cuộc xung đột về quyền tấn phong giám mục, Paschal II đã cử Mauritius làm đại sứ đến gặp Henry V. Trong khi Giáo hoàng và Giáo Triều chạy về phía nam Benevento. Thì Mauritius đào thoát sang phía bên kia. Henry V tiến vào Rôma vào ngày Chủ nhật Phục Sinh 23 tháng 3, 1117 được Mauritius trao vương miện hoàng đế La Mã thần thánh. Đáp lại Paschal II đã phế truất và rút phép thông công Henry V, đồng thời loại bỏ Mauritius khỏi giáo triều.
Sau khi Paschal II qua đời vào ngày 24 tháng 1 năm 1118, người kế nhiệm tiếp theo là Giáo hoàng Gelasius II (1118-1119). Vua Henry V đi đến Rôma nhưng Gelasius II đã tránh đến Gaeta và từ chối gặp Hoàng đế để thảo luận về vấn đề nước Đức. Một bộ phận các hồng y trong phe triều đình đã bãi bỏ cuộc bầu cử Gelasius II, và vào ngày 1 tháng 3 năm 1118, Mauritius đã được công bố là Giáo hoàng, lấy tên là Gregory VIII. Từ Capua, vào ngày 07 tháng tư 1118 Giáo hoàng Gelasius II tuyên bố trừng phạt cả hai người Gregory VIII và Henry V.
Sau cái chết của Gelasius II, Calixtus II được bầu làm Giáo hoàng vào năm 1119, Henry V đã thay đổi thái độ xung đột bằng việc tỏ lòng trung thành với vị Giáo hoàng mới tại thoả ước của Worms của 1122. Calixtus II tiến vào Rôma và Gregory VIII buộc phải quay về Sutri. Nơi mà vào năm 1121, quân đội của Giáo hoàng Calixtus II đã vây hãm thành phố suốt tám ngày cho đến khi những thần dân của Gregory VIII phải đầu hàng. Ông bị đưa tới Rôma và bị giam cầm trong Septizonium. Sau đó được luân chuyển từ tu viện này sang tu viện khác, cuối cùng ông chết tại La Cava, Salerno vào tháng 8 năm 1137.